# Advanced Graphics Architecture
Advanced Graphics Architecture (AGA) är tredje generationens Chipset till Amigadatorer och det släpptes 1992 med Amiga 4000. Som namnet antyder är den främsta förbättringen med AGA just grafiken. Den har stöd för 256 färger från en palett på 16,8 miljoner färger (24 bitar), eller fler än 262144 färger med HAM8. I detta chipset har den krets som ursprungligen kallades Agnus bytt namn till Alice. AGA finns i Amiga 4000, Amiga 1200 och Amiga CD32.